# Солдатовский
Солда́товский — хутор в Шолоховском районе Ростовской области России.
Входит в состав Колундаевского сельского поселения.

## География
Расстояние до районного центра с учётом доступа транспортом — 27 км.

## Население
| 2010 | 2014 | 2015 |
| ---- | ---- | ---- |
| 12   | ↗16  | ↘15  |

## Улицы
На хуторе имеются две улицы — Заречная и Песочная.